# Wiktorija Potechina
Wiktorija Wolodymyriwna Potjechina (ukrainisch Вікторія Володимирівна Потєхіна; * 14. Mai 1993 in Saporischschja) ist eine ukrainische Wasserspringerin. Sie startet für den Verein Motor Sich im Kunstspringen vom 3-m-Brett und 10-m-Turmspringen sowie im 10-m-Synchronspringen, trainiert wird sie von Wladimir Swiridow.
Potechina kam mit fünf Jahren zum Wasserspringen. Sie gab im Jahr 2007 ihr internationales Debüt bei der Junioreneuropameisterschaft in Triest, wo sie eine Silbermedaille vom 10-m-Turm und eine Bronzemedaille vom 3-m-Brett gewinnen konnte. Insgesamt gewann sie bis zum Jahr 2011 sechs Medaillen bei Junioreneuropameisterschaften. Bei der Juniorenweltmeisterschaft 2010 in Tucson konnte sie vom 3-m-Brett zudem eine Bronzemedaille erringen. Potechina startete bei den Olympischen Jugend-Sommerspielen 2010 in Singapur und gewann vom 3-m-Brett die Bronzemedaille. Bei der Weltmeisterschaft 2011 in Shanghai bestritt sie ihre erste internationale Meisterschaft im Erwachsenenbereich. Mit Julija Prokoptschuk wurde sie im 10-m-Synchronspringen Fünfte.